# Collegio uninominale Lombardia 1 - 08 (2020)
Il collegio elettorale uninominale Lombardia 1 - 08 è un collegio elettorale uninominale della Repubblica Italiana per l'elezione della Camera dei deputati.

## Territorio
Come previsto dalla legge n. 51 del 27 maggio 2019, il collegio è stato definito tramite decreto legislativo all'interno della circoscrizione Lombardia 1.
È formato da parte del territorio del comune di Milano: quartieri Barona, Cantalupa, Ronchetto sul Naviglio, Giambellino, Bande Nere, Lorenteggio, Muggiano, Baggio, Forze Armate, Selinunte, San Siro, Quarto Cagnino, Quinto Romano, Figino, Parco Forlanini - Ortica, Corsica, Ortomercato, Mecenate, Parco Monlué - Ponte Lambro, Triulzo Superiore, Rogoredo, Chiaravalle, Lodi - Corvetto, Scalo Romana, Ex OM - Morivione, Ripamonti, Quintosole, Ronchetto delle Rane, Gratosoglio - Ticinello, Stadera, Tibaldi, S. Cristoforo, Parco delle Abbazie, Parco dei Navigli, Parco Agricolo Sud e Parco Bosco in Città.
Il collegio è parte del collegio plurinominale Lombardia 1 - 01.

## Eletti
| Elezione | Elezione | Deputato          | Partito      |
| -------- | -------- | ----------------- | ------------ |
|          | 2022     | Cristina Rossello | Forza Italia |

## Dati elettorali

### XVIII legislatura
Come previsto dalla legge elettorale, 147 deputati sono eletti con sistema a maggioranza relativa in altrettanti collegi uninominali a turno unico.